# 郭淋淋
郭淋淋（1992年11月13日—），河北武邑人，中国女子赛艇运动员。她曾代表中国参加2020年夏季奥林匹克运动会赛艇比赛，获得八人单桨有舵手铜牌。